# Campeonato Goiano 2011
Campeonato Goiano 2011 var 2011 års säsong av den högsta serien av distriktsmästerskapet i fotboll i delstaten Goiás i Brasilien. Mästerskapet spelades mellan den 16 januari och 15 maj 2011. Atlético Goianiense, eller enbart Atlético, vann mästerskapet och kvalificerade sig på så vis till Copa do Brasil 2012. Även tvåan i mästerskapet, Goiás, kvalificerade sig till Copa do Brasil.

## Format
Mästerskapet består av en serie om 10 lag. Alla lag möter alla två gånger vilket innebär totalt 18 omgångar. Efter de spelade omgångarna så kvalificerar sig de fyra främsta lagen för semifinaler. De två sämsta blir klara för nedflyttning till en lägre division inför nästa säsong. I semifinalerna paras lagen ihop två och två där de möter varandra i ett dubbelmöte. Därefter går de två vinnande lagen till final där de möter varandra i ett dubbelmöte. Vinnaren koras som mästare av Campeonato Goiano 2011.

## Tabell
| Nr | Lag          | S  | V  | O | F  | GM | IM | MS  | P  |
| -- | ------------ | -- | -- | - | -- | -- | -- | --- | -- |
| 1  | Atlético     | 18 | 12 | 0 | 6  | 37 | 21 | +16 | 36 |
| 2  | Vila Nova    | 18 | 11 | 3 | 4  | 37 | 21 | +16 | 36 |
| 3  | Goiás        | 18 | 11 | 3 | 4  | 34 | 20 | +14 | 36 |
| 4  | Anapolina    | 18 | 9  | 5 | 4  | 30 | 22 | +8  | 32 |
| 5  | CRAC         | 18 | 8  | 3 | 7  | 37 | 37 | 0   | 27 |
| 6  | Aparecidense | 18 | 7  | 4 | 7  | 29 | 30 | −1  | 25 |
| 7  | Goianésia    | 18 | 5  | 4 | 9  | 23 | 31 | −8  | 19 |
| 8  | Morrinhos    | 18 | 5  | 2 | 11 | 26 | 39 | −13 | 17 |
| 9  | Santa Helena | 18 | 5  | 2 | 11 | 23 | 38 | −15 | 17 |
| 10 | Trindade     | 18 | 3  | 2 | 13 | 18 | 35 | −17 | 11 |

## Semifinal
| Lag 1     | Resultat | Lag 2     | Match 1 | Match 2 |
| --------- | -------- | --------- | ------- | ------- |
| Goiás     | 3–2      | Vila Nova | 1–0     | 2–2     |
| Anapolina | 2–5      | Atlético  | 0–1     | 2–4     |

## Final
Atlético mästare.
| Lag 1 | Resultat | Lag 2    | Match 1 | Match 2 |
| ----- | -------- | -------- | ------- | ------- |
| Goiás | 2–2      | Atlético | 1–1     | 1–1     |